# Максимов, Анатолий Иванович
Анато́лий Ива́нович Макси́мов — советский хозяйственный, государственный и политический деятель. Участник Великой Отечественной войны. Член КПСС.

## Биография
Родился в 1921 году в деревне Кожаново. 
Призван в августе 1941 года. Участник Великой Отечественной войны в составе 8-й Краснопресненской дивизии народного ополчения (23 гвардейский стрелковый полк). Звания не имел. Закончил службу в марте 1942 года. С 1943 года — на хозяйственной, общественной и политической работе. В 1943—1982 гг. — инженер Зуевской ГРЭС, главный инженер Штеровской, Славянской ГРЭС, заместитель управляющего Донбассэнерго Минэнерго Украинской ССР, заместитель начальника Главтехстройпроекта, заместитель министра энергетики и электрификации
СССР, начальник Центрального диспетчерского управления Единой энергетической системой СССР.
Умер в Москве в 1995 году.